# Кофанов, Павел Евтихиевич
Павел Евтихиевич Кофанов (1893, Пятигорск — после 1943) — советский поэт, прозаик.

## Биография
Работал ответственным редактором сборника «Литературный Ростов–памяти Сергея Есенина». Под его редакцией в 1926 в ростовском издательстве «Трудовой Дон» вышел сборник статей, воспоминаний и стихотворений «Памяти Сергея Есенина».
В январе 1943 был арестован и Особым совещанием при НКВД СССР в марте 1944 осуждён на 10 лет лагерей.
Данные о его дальнейшей судьбе отсутствуют.

## Творчество
Автор ряда сборников поэзии, в том числе:
- «На фоне огненной горы» (1920),
- «Песни Эльбруса» (1926) и других.

А также прозаических произведений
- повести «Ковер-самолет»,
- «Детство Пануки»,
- «Станицы в огне» (1931).

7 февраля 1926 выступая на встрече с пролетарскими поэтами Ростова-на-Дону В. В. Маяковский сказал о нём:

«Павел Кофанов поэт вполне сформировавшийся. Его стихи своеобразны. Правда, в стихотворении «Казаки» не дана казачья жизнь; это стихотворение следовало бы оживить вставкой песни терских казаков, но зато в «Сане» автор оригинален и знает, о чём говорит.»
— 
Печатался в литературных журналах, в частности в 1930 в Новом мире, была опубликована его зарисовка «Трое из партгорода».